# Березнівський лісотехнічний коледж НУВГП
Березнівський лісотехнічний коледж НУВГП (до 1991 року — Березнівський лісовий технікум, до 2013 року — Березнівський лісовий коледж) — державний вищий навчальний заклад І-ІІ рівнів акредитації у місті Березне Рівненської області, заснований у 1967 році. Першим директором коледжу був Новосад Микола Миколайович.
Коледж готує фахівців за освітньо-кваліфікаційними рівнями молодшого спеціаліста і бакалавра зі спеціальностей: 
- Лісове господарство
- Мисливське господарство
- Зелене будівництво і садово-паркове господарство
- Бухгалтерський облік

Матеріально-технічна база коледжу складає: 4 навчальних корпуси, 3 гуртожитки, студентська їдальня, спортивний комплекс «Лісотехнік», машинно-тракторний парк, 2 теплиці, лісовий розсадник, спортивна та актова зали, бібліотека, Березнівський державний дендрологічний парк.
Навчальний процес забезпечують 69 викладачів, серед яких 3 кандидати наук. Загальна кількість студентів денної і заочної форм навчання становить близько 1000 чоловік.
27 жовтня 2007 року у коледжі пройшли святкові заходи, присвячені 40-річчю з дня заснування навчального закладу, у якому за роки існування було підготовлено понад 9 тисяч техніків, бухгалтерів, економістів, бакалаврів лісового господарства.

## Галерея зображень

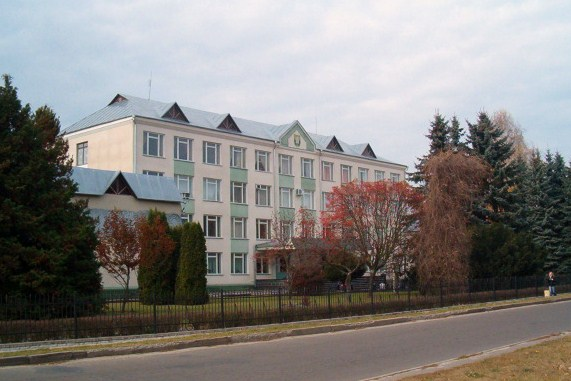
Основний навчальний корпус
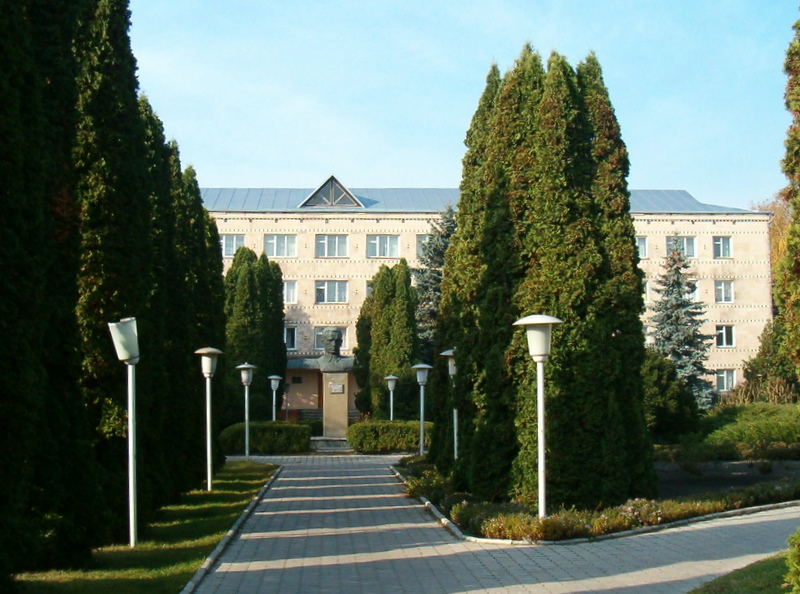
Територія перед гуртожитком № 1 (чоловічим)
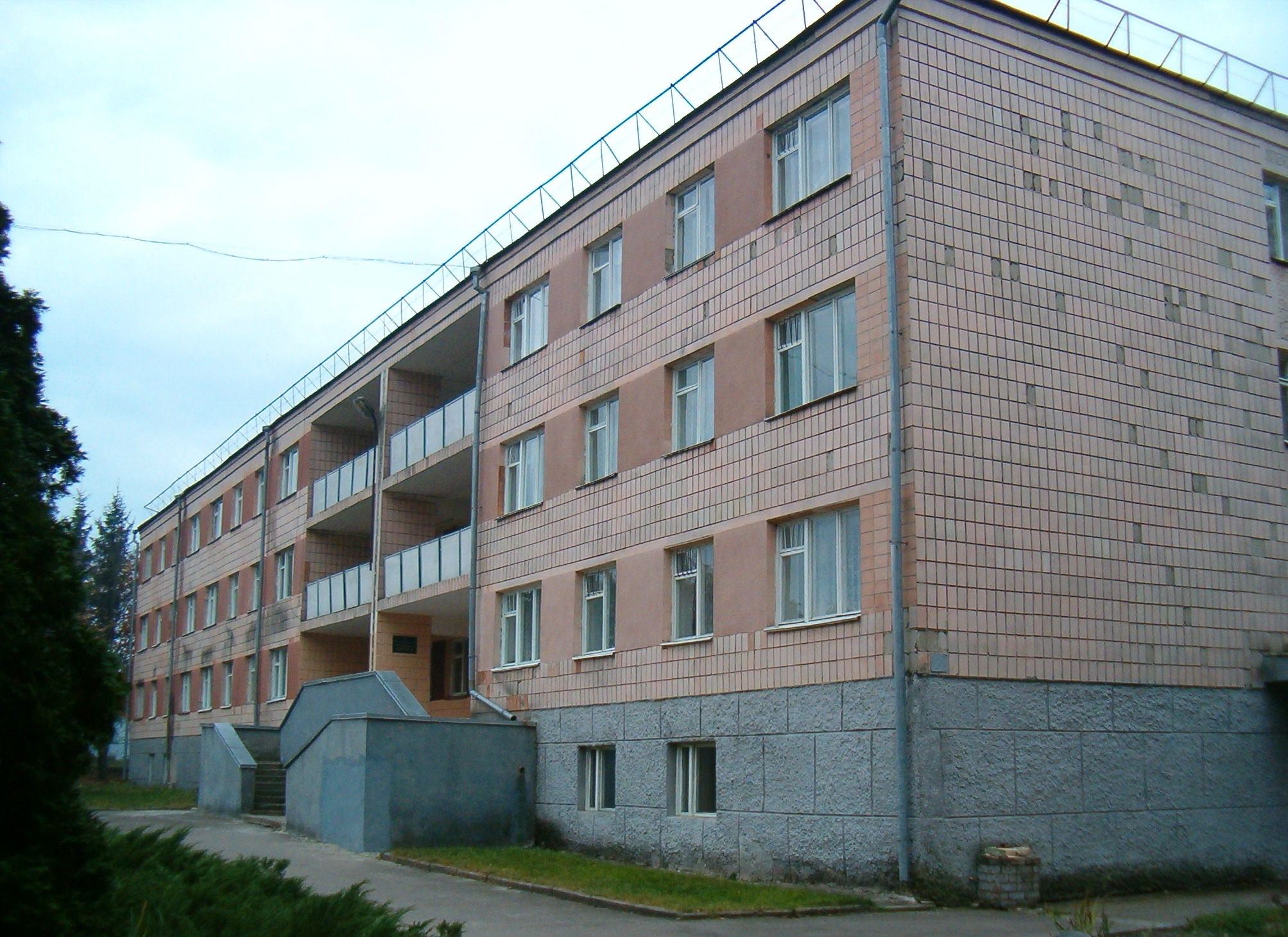
Гуртожиток № 2 (жіночий)
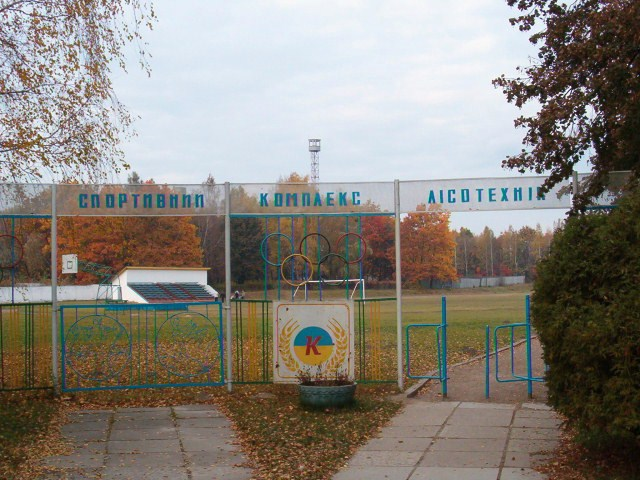
Спорткомплекс «Лісотехнік»